# سر در گم
سر در گم (به اسپانیایی: Perdiendo el Norte) با عنوان انگلیسی انحراف از مسیر (به انگلیسی: Off Course)؛ فیلمی کمدی به کارگردانی ناچو گارسیا بلیا محصول کشور اسپانیا است که در سال ۲۰۱۵ منتشر شد. بلانکا سوآرس، اورسولا کوربرو، یون گونسالس و خولیان لوپس در این فیلم نقش‌آفرینی کرده‌اند.